# 公明新聞
公明新聞（こうめいしんぶん）は、日本の政党・公明党の機関紙委員会が発行する日刊・週刊機関紙。公称発行部数は80万部。

## 概要
公明党の政治姿勢や党活動報告、所属議員による国会質問などが掲載されている。最終面はテレビ・ラジオ放送の番組表（ラテ欄）が掲載されている。他の主要紙と比べて読みの難しい漢字には振り仮名が付けられることが多い。通常8ページで発行され、公明党の機関紙委員会が制作を担い、創価学会の機関紙『聖教新聞』の販売店を通じて宅配が行われている。なお、公明新聞の配達は、聖教新聞の配達員、または委託先の読売新聞の配達員が兼任しており、聖教新聞の配達と並行して行われている。

また紙面印刷に関しても、自社での工場は持っておらず、全国の主要新聞社（その多くは聖教と共通）に印刷を委託している。
週刊の「公明新聞日曜版」もある。一般紙の日曜版のような本編と一緒に織り込む二部紙ではなく、本編とは完全な別冊扱いである。

## 歴史
- 1962年（昭和37年）4月2日 - 公明新聞が創刊される。
- 1990年（平成2年）頃よりラテ欄を掲載する。
- 新進党時代は、参議院と地方議員のみからなる政党「公明」の機関紙として発行され、発行元は「公明 党機関紙局」とされていた。なお、当時公明は将来的には新進党に合流する予定になっていて、実現の際には公明新聞をもとに新進党機関紙にする構想があり、結党準備中の新進党有力者らが公明新聞の見学に訪れた事もあった[5]。

## 4コマ漫画

### 連載中
- チャッカリくん（田村まさあき）
- わっこちゃん（芝岡友衛）
- テクテクさん（芝しってる）
- はりきりママ（かとう裕、2019年5月から連載開始）
- 満天じいじ（岩本しんじ、2019年8月26日から連載開始[6]）

### 過去
- あしたの女王（ジョーオー）（森田拳次）
- パパさん（古谷三敏）
- ハーイぐう山です（古谷三敏）
- 良ちゃん（柳原良平）
- ダンマリとうさん（滝田ゆう）

この他、鈴木義司、富永一朗、秋竜山なども4コマ漫画を掲載していた。

## 連載小説

### 過去の連載
- 世間知らず（小林信彦） - 1987年連載。新潮文庫版では「背中あわせのハート・ブレイク」と改題されている。
- ずんが島酒際流記（椎名誠）- 日曜版連載。
- 楽園の鳥（寮美千子）- 2001年3月～2002年4月連載。
- 灰色の瞳（黒木亮）- 2010年連載。
- 月ぞ流るる（澤田瞳子）- 2010年連載。
- はだれ雪（葉室麟）- 2014年連載。
- 梅もどき（諸田玲子）- 2015年4月～2016年4月連載。
- 隠居すごろく（西條奈加）- 2017年6月～2018年5月連載。

## 出身著名人
- 赤松正雄 - 機関誌「公明」元副編集長、元衆議院議員（6期）。
- 及川順郎 - 元記者、元参議院議員（2期）。
- 鳥居一雄 - 元社会部長、元編集局次長、元衆議院議員（8期）。
- 長沢広明 - 元政治部副部長、元参議院議員（2期）、元衆議院議員（1期）。
- 太田昭宏 - 元国会担当記者。国土交通大臣。元党代表。元衆議院議員（8期）。
- 井上義久 - 元記者、元衆議院議員（9期）。
- 佐藤英道 - 北海道支局、東北支局勤務。衆議院議員（4期）。
- 渡部一郎 - 初代編集長。元党副委員長。元衆議院議員（9期）。
- 二見伸明 - 元政治部長。元運輸大臣。元衆議院議員（10期）。
- 田端正広 - 元政治部長。元総務副大臣。元衆議院議員（5期）。
- 竹内真二 - 元政治部長、元編集局長、参議院議員（2期）。
- 宮崎勝 - 元記者、参議院議員（2期）。
- 塩田博昭 - 元政治部担当部長、参議院議員（1期）。